# Tá Vendo Aquela Lua
Tá Vendo Aquela Lua é um álbum de Exaltasamba lançado em 2011 no formato CD pela gravadora Radar Records

## Sobre as músicas
O álbum tem 13 músicas, o interessante do álbum são as músicas com ritmo diferente (não é pagode) e as músicas que não foram lançada num disco principal do Exaltasamba.
Traz as seguintes músicas em versão inédita (não é pagode): "Tá Vendo Aquela Lua", "Um Minuto" e "Livre pra Voar".
Traz as seguintes músicas que não estão num disco principal do grupo: "O Troco" (participação da dupla Maria Cecília & Rodolfo), "O Rei da Beija Flor" e "Boas Festas"
Traz as seguintes músicas músicas que reaparece nesse disco: "Fui", "Abandonado", "Teu Segredo", "Eu Chorei", "Bem Que Se Quis", "Fase Ruim" e "Toda Forma de Amor"

## Faixas do CD
1. "O Troco" (part. Maria Cecília & Rodolfo)
2. "Fui"
3. "Abandonado"
4. "Teu Segredo"
5. "Eu Chorei"
6. "Bem Que Se Quis"
7. "Fase Ruim"
8. "Toda Forma de Amor"
9. "Tá Vendo Aquela Lua (Remix)"
10. "Um Minuto (Remix)"
11. "Livre pra Voar (Quando A Gente Se Encontrar) - Versão Black"
12. "O Rei da Beija Flor"
13. "Boas Festas"[4][5]